# Operation Brevity
1940: Italienische Invasion Ägyptens – Operation Compass
1941: Unternehmen Sonnenblume – Belagerung von Tobruk – Operation Battleaxe – Operation Crusader
1942: Unternehmen Theseus – Erste Schlacht von El Alamein – Schlacht von Alam Halfa – Zweite Schlacht von El Alamein – Operation Torch
1943: Tunesienfeldzug
Operation Brevity war eine Mitte Mai 1941 durchgeführte militärische Unternehmung der Alliierten in Nordafrika während des Zweiten Weltkriegs mit dem Versuch, die von den Achsenmächten seit April 1941 belagerte Stadt Tobruk zu entsetzen.

## Geschichte
Die Operation begann am 15. Mai 1941. Der Plan war, Rommel von der ägyptisch-libyschen Grenze zurückzudrängen und die deutschen Streitkräfte aus ihren Stellungen in Sollum und Fort Capuzzo zu vertreiben. Danach strebte Wavell den Entsatz des belagerten Tobruks an.
Das erste Operationsziel, der Halfayapass oberhalb von Sollum, konnte schnell erreicht werden. Die dort stationierten italienischen Streitkräfte wurden innerhalb kurzer Zeit besiegt. Auch die deutschen Truppen, die Fort Capuzzo hielten, mussten sich zurückziehen, eroberten das Fort jedoch zurück, nachdem eigene Panzertruppen zur Verstärkung gekommen waren. Nachdem sich die Kräfteverhältnisse für die Briten ungünstig entwickelt hatten, zogen sie sich zum Pass zurück. Dort konnten sie die Stellung zwei Wochen lang halten, bevor sie geräumt werden musste.
Die Operation erbrachte keine Gebietsgewinne und die Verluste, die den Deutschen in puncto Panzern und Artillerie zugefügt wurden, konnten diese durch erbeutetes britisches Material mehr als ausgleichen. Nach dem britischen Rückzug befestigte Rommel die Grenze mit Minensperren und Panzerabwehrkanonen. Insofern war die Operation Brevity ein taktischer Fehlschlag und eine bittere Lektion für die Alliierten, aus der sie aber lernten und wertvolle Schlüsse für die Zukunft zogen.